# Nihilisme
El nihilisme (del llatí nihil, 'no-res') és una doctrina filosòfica que nega radicalment la possibilitat del coneixement. Nietzsche ho definia com la «desvaloració dels valors suprems». Per altra part, es consideren nihilistes aquelles persones que no donen crèdit a cap valor absolut i que, a la vegada, donen un sentit pràctic al nihilisme per destruir els antics valors i així construir-ne de nous. Els nihilistes poden creure aquestes tres coses: 
- Que no existeix cap finalitat o propòsit superior. Només hi ha el no-res.
- Que la realitat que experimentem els humans no existeix tal com la veiem.
- Que la realitat no es pot conèixer; per tant, intentar entendre-la seria inútil en la pràctica i sense cap sentit teòric.

Tot i això, aquestes definicions de nihilisme són de la seva primera fase, en la qual res no té valor. Seguidament a l'actuació tant individual com en l'àmbit social del nihilisme, el podem trobar com un mètode per arribar a un fi, és a dir, podem trobar persones que no creuen en l'existència real dels valors, però sí que creuen en la seva utilitat.
D'altra banda, podem dividir els nihilistes en dos grups: els socials, que fan servir el nihilisme com un mètode pràctic per a destruir la societat i crear-ne així una de nova (comunistes i sobretot anarquistes, tot i que podem trobar pinzellades de nihilisme fins i tot en el nacionalsocialisme), i els nihilistes individualistes, el màxim representant dels quals és Nietzsche, amb tendència a creure que s'ha d'aniquilar del tot l'antiga moral (són amoralistes respecte a la moral establerta) per, així, aconseguir una nova ètica que no refuti l'essència de la vida.

## Variants del nihilisme
El nihilisme té moltes definicions, i s'utilitza per a descriure posicions filosòfiques que són possiblement independents.

### Nihilisme metafísic
És la teoria filosòfica que afirma que no pot existir cap objecte en absolut, és a dir, que hi ha un món en què no hi ha cap objecte, o almenys en què no podria haver-hi objectes concrets en absolut, de manera que, fins i tot, si tots els mons possibles contenen alguns objectes, n'hi ha almenys un que conté només objectes abstractes.
Una forma extrema del nihilisme metafísic es defineix comunament com la creença que no hi ha res, és a dir, és impossible de distingir l'existència de la no-existència, ja que no hi ha característiques objectives i, per tant, una realitat, que un estat pot posseir per discernir-ne entre les dues. Si no es pot discernir l'existència de la negació, llavors el concepte d'existència no té sentit, o en altres paraules, no existeix d'una manera significativa. "Significat" en aquest sentit es fa servir per argumentar que, com l'existència no té major estat de la realitat, que és sens dubte la qualitat necessària i definitòria, l'existència mateixa no significa res. Podria argumentar-se que aquesta creença, una vegada combinada amb el nihilisme epistemològic, el deixa amb un nihilisme que tot ho abasta, en què res no es pot dir que sigui real o veritable. Una situació similar es pot trobar en el solipsisme. Tanmateix, el punt de vista solipsista afirma que el nihilista pot negar el jo. Ambdues posicions són formes d'antirealisme.

### Nihilisme epistemològic
El nihilisme d'una manera epistemològica pot ser vist com una manera extrema d'escepticisme, en què se li nega tot coneixement.

### Nihilisme mereològic
El nihilisme mereològic (també anomenat nihilisme compositiu) és la posició que defensa que no hi ha objectes amb parts pròpies (no sols els objectes en l'espai, sinó també els existents en el temps no tenen parts temporals), i només hi ha blocs de construcció bàsics sense parts. Així, el món que veiem i experimentem ple d'objectes amb parts és un producte de la mala percepció humana (és a dir, si poguéssim veure clarament, no percebríem objectes compositius).
Aquesta interpretació de l'existència s'ha de basar en la resolució. La resolució amb la qual els éssers humans poden veure i percebre les "parts indegudes" del món no és una dada objectiva de la realitat, sinó una característica implícita que només pot ser qualitativament explorada i expressada. Per tant, no hi ha manera discutible de suposar o mesurar la validesa del nihilisme mereològic. Exemple: una formiga es pot perdre en un objecte cilíndric gran. A causa que la circumferència del cable és gran, la formiga se sent com si efectivament el cable no tingués curvatura. Per tant, la resolució amb què la formiga veu el món "dins" és un factor molt important en la determinació de com la formiga experimenta aquest sensació "al món". Nosaltres, els humans, crèiem que el món era probablement pla.

### Nihilisme existencial
El nihilisme existencial és la creença que la vida no té significat o valor intrínsec. Pel que fa a l'univers, postula el nihilisme existencial que un sol ésser humà o tota l'espècie humana és insignificant, sense propòsit i poc probable que canviï en la totalitat de l'existència. El sentit de la vida es va explorar en l'escola filosòfica de l'existencialisme.

### Nihilisme moral
El nihilisme moral o ètic, és la visió metaètica que la moral no existeix com quelcom inherent a la realitat objectiva, de manera que cap acció és necessàriament preferible a qualsevol altra. Per exemple, un nihilista moral diria que matar algú, per qualsevol raó, no és intrínsecament bo o dolent. Altres nihilistes no poden argumentar que no hi hagi moralitat en absolut, sinó que, si existia, és una construcció humana i, per tant, artificial, en què cada significat és relatiu per als diferents resultats possibles; que matar no és intrínsecament dolent, independentment de les nostres creences morals, perquè la moral es construeix en una dicotomia rudimentària. El que es diu que és una cosa dolenta s'hi dona una ponderació negativa més gran que el que es diu bo: com a resultat, causar la mort d'un individu era dolent perquè no deixava que l'individu visqués. D'aquesta manera, un nihilista moral creu que tots els reclams morals són falsos. Una perspectiva acadèmica alternativa és que el nihilisme moral és una moral en si mateix. Cooper escriu: "En el seu sentit més ampli de la paraula "moralitat ", el nihilisme moral és la moral."

### Nihilisme polític
Vegeu els articles: nihilisme polític, moviment nihilista.
El nihilisme polític és una branca del nihilisme que segueix el rebuig de les afirmacions no racionalitzades o no provades, com ara la necessitat de les estructures socials i polítiques més fonamentals, com ara el govern, la família, i el dret. El moviment nihilista de Rússia del segle xix defensava una doctrina similar. El nihilisme polític és molt diferent d'altres formes de nihilisme, i en general es considera més com una forma d'utilitarisme. Una influent anàlisi del nihilisme polític la va elaborar Leo Strauss.

## Història

### Seglexix
El terme nihilisme es va utilitzar per primera vegada per Friedrich Heinrich Jacobi (1743-1819). Jacobi va usar el terme per caracteritzar el racionalisme, i en la filosofia "crítica" d'Immanuel Kant per tal de dur a terme una reductio ad absurdum segons el qual tot el racionalisme (la filosofia com a crítica) es redueix a nihilisme i, per tant, ha de ser evitat i reemplaçat amb un retorn a algun tipus de fe i revelació.

### Kierkegaard
Søren Kierkegaard (1813-1855) va postular una primera forma de nihilisme, al qual es va referir com anivellament. Va veure l'anivellament com el procés de supressió de la individualitat en un punt en què la singularitat de l'individu esdevé inexistent i gens significativa en la seva existència; afirmava:
L'anivellament en el seu màxim extrem és com el silenci de la mort, en què es poden escoltar els batecs propis, una quietud com la mort, en què res no pot penetrar, en què tot s'enfonsa, impotent. Una persona pot encapçalar una rebel·lió, però no pot dirigir aquest procés d'anivellament. (...) Cada individu pot en el seu petit cercle participar en aquest anivellament, però és un procés abstracte, i l'anivellament és l'abstracció de la individualitat.
—Søren Kierkegaard, The Present Age

Kierkegaard, defensor de la filosofia de la vida, en general argumenta en contra d'anivellament i la seva conseqüència nihilista, tot i que creia que seria veritablement educativa per viure en l'era d'anivellament perquè la gent es veuria obligada a enfrontar el judici d'anivellament sol. George Cotkin afirma que Kierkegaard estava en contra de «la normalització i l'anivellament de la fe, tant espiritual com política, del segle xix, i les tendències oposades en la cultura de masses per reduir l'individu a un sistema de xifrat de conformitat i respecte a l'opinió dominant». En el seu dia, les revistes (com ara la revista danesa Corsaren) i el cristianisme corrupte eren instruments d'anivellament i van contribuir a una època apàtica reflexiva del segle xix a Europa. Kierkegaard argumenta que els individus que poden superar el procés d'anivellament són més forts i representen un pas en la direcció correcta cap a «ser un veritable ésser».

Hubert Dreyfus i Jane Rubin argumenten que l'interès de Kierkegaard «en una època cada vegada més nihilista, rau en com podem recuperar el sentit que les nostres vides tenen sentit».
El significat del nihilisme en Kierkegaard es diferencia de la definició moderna en el sentit que, per a Kierkegaard, l'anivellament va portar a una vida mancada de significat, propòsit o valor, mentre que la interpretació moderna del nihilisme pressuposa que mai hi va haver cap significat, propòsit o valor.

### Nietzsche
El nihilisme és sovint associat amb el filòsof alemany Friedrich Nietzsche, que en proporciona un diagnòstic detallat com un fenomen generalitzat de la cultura occidental. Tot i que la idea apareix sovint en l'obra de Nietzsche, es fa servir el terme per a una varietat de maneres, amb diferents significats i connotacions, totes negatives. Karen Carr descriu la caracterització del nihilisme de Nietzsche «com una condició de tensió, com una desproporció entre el que volem (o necessitat) i com el món sembla funcionar». Quan ens adonem que el món no conté cap valor objectiu o significat que desitgem que tingui o fa temps que crèiem que tenia, ens trobem en una crisi. Nietzsche afirma que amb el declivi de la cristiandat i l'augment de la decadència fisiològica el nihilisme és, de fet, característic de l'era moderna, tot i que se suposa que l'augment de nihilisme és encara incomplet i encara no ha estat superat. Tot i que el problema del nihilisme és especialment explícit en els quaderns de Nietzsche (publicats pòstumament per la seva germana), s'esmenta diverses vegades en les seves obres publicades, i està estretament relacionat amb molts dels problemes esmentats allà.
Nietzsche caracteritza el nihilisme com buidar el món i l'existència humana, especialment de significat, propòsit, veritat comprensible o valor essencial. Aquesta observació es deriva en part del perspectivisme de Nietzsche, o la idea que el coneixement és sempre per algú alguna cosa: sempre està limitat per la perspectiva, i mai és un simple fet. Més aviat hi ha interpretacions amb què entenem el món i li donen sentit. La interpretació és una cosa que no podem obviar; de fet, és una cosa que necessitem. Una manera d'interpretar el món és amb la moral, com una de les maneres fonamentals en què les persones donen sentit al món, sobretot pel que fa als seus pensaments i accions. Nietzsche distingeix una moral que és forta o saludable, la qual cosa significa que la persona en qüestió és conscient que es construeix a si mateixa; i una moral feble, on es projecta la interpretació d'una cosa externa.
Nietzsche parla de cristianisme, un dels principals temes de la seva obra, en el context del problema del nihilisme en els seus quaderns, en un capítol titulat "El nihilisme europeu». S'hi afirma que la doctrina moral cristiana ofereix a les persones amb valor intrínsec, la creença en Déu (que justifica el mal del món) i una base de coneixement objectiu. En aquest sentit, en la construcció d'un món en el qual és possible el coneixement objectiu, el cristianisme és un antídot contra una forma primitiva de nihilisme, contra la desesperació de la manca de sentit. No obstant això, és precisament l'element de la veracitat de la doctrina cristiana la seva perdició: en el seu impuls cap a la veritat, el cristianisme finalment es troba a si mateix com una construcció, que el condueix a la pròpia dissolució. Per tant, Nietzsche afirma que hem superat el cristianisme "no perquè en vivim molt lluny; més aviat perquè hi vivíem molt a prop." Com a tal, l'autodissolució del cristianisme constitueix una forma més de nihilisme. Perquè el cristianisme era una interpretació que es postulava a si mateix com a interpretació, Nietzsche afirma que aquesta dissolució condueix de l'escepticisme a la desconfiança de qualsevol significat.
Stanley Rosen identifica el concepte de nihilisme de Nietzsche amb una situació de manca de sentit, en què "tot és permès". Segons ell, la pèrdua de valors metafísics més elevats que existien en contrast amb la realitat de base del món o simplement les idees humanes donen lloc a la idea que cap idea no té pas valor. La incapacitat per al cristianisme de servir com a font per valorar el món es reflecteix en el famós aforisme del boig en La gaia ciència de Nietzsche. La mort de Déu, en particular, la declaració que "Déu ha mort", és similar a l'autodissolució de la doctrina cristiana: a causa dels avenços de les ciències, que per a Nietzsche mostren que els humans són producte de l'evolució, que la terra no és un lloc especial entre les estrelles i que la història no és progressiva, la idea cristiana de Déu ja no pot servir de base a cap mena de moral.
La relació de Nietzsche amb el problema del nihilisme és complexa. Es tracta d'un nihilisme profundament personal, quan afirma que aquesta situació del món modern és un problema que ha "pres consciència" en ell. A més, emfasitza tant el perill del nihilisme com les possibilitats que ofereix, com es veu en la seva declaració que "Lloo, no em retrec, l'arribada [del nihilisme]. Crec que és una de les majors crisis, un moment d'allò més profund d'autoreflexió de la humanitat. Si l'ésser humà es recupera d'ell, si es converteix en mestre d'aquesta crisi, és una qüestió de la seva força!"
Afirma que hi ha almenys la possibilitat d'un altre tipus de nihilista en el deixant del cristianisme d'autodissolució, un que no s'atura després de la destrucció de tot valor i significat i sucumbir a la següent res. Aquesta alternativa, el nihilisme "actiu" a l'altra banda destrueix per anivellar el terreny per a la construcció d'alguna cosa nova. Aquesta forma de nihilisme es caracteritza per Nietzsche com "un signe de fortalesa", una destrucció deliberada dels vells valors de creu i ratlla i es va estirar les pròpies creences i interpretacions, en contra del nihilisme passiu que es resigna amb la descomposició de la vells valors. Aquesta destrucció voluntària dels valors i la superació de la condició del nihilisme per la construcció d'un nou significat, aquest nihilisme actiu, podria estar relacionat amb el que Nietzsche anomena en un altre lloc un "esperit lliure" o el Übermensch d'Així va parlar Zaratustra i l'Anticrist.

### Interpretació heideggeriana de Nietzsche
Heidegger tracta d'incorporar el pensament de Nietzsche en el seu propi sistema filosòfic de l'ésser, temps i de l'home, a l'argot heideggerià anomenat Dasein. En el seu nihilisme, segons les determinacions de la història de l'ésser (1944 a 1946), el nazi Heidegger tracta d'entendre el nihilisme de Nietzsche com un intent d'aconseguir una victòria a través d'una nova valuació dels valors més alts.
 El principi d'aquesta nova avaluació és, segons Nietzsche, la voluntat de poder. La voluntat de poder és també el principi de tots els principis de valoració de valors.
Una de les principals crítiques de Heidegger sobre la filosofia és que la filosofia, la metafísica i, més concretament, s'ha oblidat de discriminar entre la recerca de la noció d'un «sent» (Seiende) i Ser (Sein).
 Segons Heidegger, la història del pensament occidental pot ser vista com la història de la metafísica. I pel fet que la metafísica ha oblidat de preguntar sobre la noció de l'ésser (el que Heidegger anomena Seinsvergessenheit), és una història sobre la destrucció de l'ésser.
 És per això que Heidegger anomena metafísica nihilista.
 Això fa que la metafísica de Nietzsche no és una victòria sobre el nihilisme, sinó una perfecció d'aquest.

Heidegger, en la seva interpretació de Nietzsche, s'inspiraria d'Ernst Jünger. Moltes referències a Jünger es poden trobar a les conferències de Heidegger sobre Nietzsche. Per exemple, a una carta al rector de la Universitat de Friburg de 4 de novembre de 1945, Heidegger, inspirat per Jünger, tracta d'explicar el concepte de "Déu ha mort", com la "realitat de la voluntat de poder." 
Una sèrie d'importants pensadors postmoderns van ser influïts per la interpretació heideggeriana de Nietzsche. Durant la dècada de 1960, un nietzscheà "renaixement" va començar, que va culminar en l'obra de Mazzino Montinari i Giorgio Colli. Van començar a treballar en una nova i completa edició de les obres completes de Nietzsche. Igual que altres filòsofs francesos i italians contemporanis, Vattimo no vol dependre de Heidegger per a la comprensió de Nietzsche.

### Postmodernisme francès
Postmodern i postestructuralista pensava qüestionar els motius pels quals les cultures occidentals han basat les seves "veritats": el coneixement absolut i significat, una "descentralització" de l'autoria, l'acumulació de coneixement positiu, el progrés històric, i certs ideals i les pràctiques de l'humanisme i de la Il·lustració.
Deconstruccionistes com Jacques Derrida argumenten que aquest enfocament i no allibera els textos, les persones o les organitzacions a partir d'una veritat restrictiva, i que la desconstrucció obre la possibilitat d'altres formes de ser. Gayatri Chakravorty Spivak, per exemple, utilitza la desconstrucció per crear una ètica de l'obertura dels estudiosos occidentals a la veu del subaltern i filosofies fora del cànon de textos occidentals. El mateix Derrida va construir una filosofia basada en la «responsabilitat de l'altra». No nega pas la veritat, sinó nega la nostra capacitat de conèixer la veritat (que fa un reclam epistemològica respecte a l'afirmació ontològica del nihilisme).
Lyotard sosté que, en comptes de dependre d'una veritat o un mètode objectiu per demostrar les seves afirmacions, els filòsofs legitimen la seva veritat amb referència a una història sobre el món que és inseparable de l'edat i el sistema de les històries pertanyen, esmentat per Lyotard com a meta-anarratives. A continuació passa a definir la condició postmoderna com una que es caracteritza per un rebuig tant d'aquests meta-narratives i del procés de legitimació dels meta-relats. "En lloc dels metarelats que hem creat nous jocs de llenguatge per legitimar les nostres afirmacions que es basen en les relacions canviants i mutables veritats, cap de les quals té el privilegi sobre l'altre per parlar amb la veritat última." Aquest concepte la inestabilitat de veritat i el significat porta a la direcció del nihilisme, encara que Lyotard no arriba a adoptar aquesta última.
Teòric postmodern Jean Baudrillard va escriure breument del nihilisme des del punt de vista postmodern en Simulacres i simulació. Va principalment a temes d'interpretacions del món real a través de les simulacions dels quals el món real està compost. Els usos de significat va ser un tema important en la discussió del nihilisme de Baudrillard:
L'apocalipsi està acabat, avui dia és la precessió del neutre, de les formes de la neutralitat i d'indiferència ... tot el que queda, és la fascinació per les formes desèrtiques i indiferent, per al funcionament del sistema que ens aniquila. Ara, la fascinació (en contrast amb la seducció, que es va adjuntar a les aparences, i la raó dialèctica, que s'adjunta al significat) és una passió nihilista per excel·lència, és la passió pròpia de la modalitat de la desaparició. Estem fascinats per totes les formes de desaparició, de la nostra desaparició. Melancòlic i fascinat, tal és la nostra situació general en una era de transparència involuntària.